# Stauanlage Dahlhausen
Die Stauanlage Dahlhausen in Radevormwald-Dahlhausen im Oberbergischen Kreis, Nordrhein-Westfalen wurde 1921/22 oberhalb der Textilfabrik Hardt, Pocorny & Co zur Erzeugung von Wasserkraft und zur Versorgung der unterhalb gelegenen Industriebetriebe mit Brauchwasser gebaut. Sie ist eine Vergrößerung des 1897 von der Wupper-Talsperren-Genossenschaft errichteten und kurz darauf in Betrieb genommenen Ausgleichweihers Dahlhausen. Der Ausgleichweiher sorgte dafür, dass das über den Tag in den zehn Betriebsstunden aus der Lingesetalsperre und der Bevertalsperre für den Antrieb der Wassertriebwerke entnommene Wasser gepuffert und gleichmäßig an die mittlere und untere Wupper abgegeben wurde.
Die Stauanlage liegt östlich von Wuppertal an der Wupper zwischen der Wuppertalsperre und dem Beyenburger Stausee, dessen Vorgänger ebenfalls um 1900 als Ausgleichweiher angelegt wurde. In den 1940er und 1960er Jahren wurde die Stauanlage zweimal teilsaniert. 1989 wurde sie unter Denkmalschutz gestellt und von 1997 bis 1999 vollständig saniert. Sie wird vom Wupperverband betrieben. Das Wasserkraftwerk ist in Privatbesitz und wird noch heute genutzt.

## Technische Daten
Die Stauanlage besteht aus einem 110 m langen Staudamm mit einem Wehr mit automatischen Stauklappen als Überlauf. Bei einer Bauwerkshöhe über Gründung von 11 m ist die Stauhöhe 5,50 m und die Höhe über der Gewässersohle 6,65 m. Der Stauinhalt wird laut dem Wupperverband mit 70.000 m³ angegeben, laut dem Stauanlagenverzeichnis NRW aber mit 200.000 m³. Die Kronenlänge von 110 m versteht sich einschließlich Hanganschlüsse.
Etwa 500 Meter flussabwärts wird in einer kleinen Grünanlage an der nächsten Brücke eine historische Stauklappe präsentiert. Leider existiert allerdings die zugehörige Informationstafel aufgrund von Vandalismusschäden inzwischen nicht mehr.